# Pavlovski Vrh
Pavlovski Vrh este o localitate din comuna Ormož, Slovenia, cu o populație de 153 de locuitori.